# Little Boy (film)
(Tagline del film)
Little Boy è un film del 2015 diretto da Alejandro Gómez Monteverde.

## Trama
Stati Uniti, 1941. Dopo l'attacco dei giapponesi a Pearl Harbor vengono chiamati alle armi molti uomini statunitensi, fra cui il padre del piccolo Pepper Flynt Busbee, bambino di otto anni con molti problemi di crescita che si ritrova a vivere con la madre e il fratello e a dover affrontare la crudeltà dei suoi compagni di scuola.

## Produzione

### Cast
Il protagonista, Pepper Flynt Busbee, è interpretato dal giovane attore statunitense Jakob Salvati, affiancato da attori del calibro di Emily Watson, David Henrie, Michael Rapaport, Tom Wilkinson e Cary-Hiroyuki Tagawa.

## Promozione
Il primo trailer in lingua inglese viene diffuso dal canale YouTube il 5 dicembre 2014, mentre il film era ancora in produzione.